# Beatriz Clara Coya
Beatriz Clara Coya (Vilcabamba del corregimiento del Cuzco, ca. 1556 – Lima, Virreinato del Perú, 21 de marzo de 1600) fue una princesa inca, heredera del señorío de Yucay y esposa de Martín García de Loyola, gobernador de Chile.

## Biografía
Sus padres fueron el inca Sayri Túpac y la coya Cusi Huarcay, siendo ambos hermanos. Nacida probablemente en Vilcabamba entre 1556 y 1557, a la muerte de su padre, fue llevada muy pequeña al Convento de Santa Clara en el Cusco, lugar donde se recogían las mestizas e hijas de conquistadores. Sin embargo, a los ocho años, su madre la sacó de entre las religiosas y la llevó a criar a casa de Arias Maldonado, hijo del doctor Buendía, quien la tuvo en su poder con el beneplácito del corregidor Juan de Sandoval. Surgió entonces la idea de casar a Beatriz con Cristóbal Maldonado y unir los dos mejores repartimientos del Cuzco.
El licenciado Lope García de Castro, gobernador del Perú, opinaba que la ñusta debía retornar al convento y que se le debía quitar su rico repartimiento, pues este se le había otorgado a su padre a condición de apaciguar el reino y de terminar con la rebeldía de los Incas de Vilcabamba. Es más, cuando el oidor Juan de Matienzo, entabló negociaciones con Titu Cusi Yupangui, una de las cláusulas del acuerdo de Acobamba consistía en fijar el futuro matrimonio entre Beatriz y su primo Quispe Tito, hijo del Inca rebelde.

## Matrimonio y descendencia
Unos años más tarde, al arribo del virrey Toledo, Beatriz con tan solo quince años, se hallaba nuevamente en el convento, bien enseñada y cristiana. El Virrey mandó averiguar, por intermedio de la abadesa del monasterio, si la joven deseaba profesar o casarse, obteniendo como respuesta que prefería el matrimonio. Tras la captura de Túpac Amaru I, Toledo le entregó la mano de la princesa al capitán Martín García de Loyola, quien estuvo de acuerdo.
Luego de la boda, Toledo dio una provisión fechada el 21 de octubre de 1572, en la cual confirmaba a la pareja el goce del repartimiento de Yucay, y días después los esposos tomaron posesión de sus haciendas. Cuando su esposo fue nombrado gobernador de Chile, se asentaron en La Concepción hasta la trágica muerte de su esposo en la batalla de Curalaba en la rebelión mapuche de 1598. El gobernador había fundado la ciudad de Santa Cruz de Coya, bautizada en honor a Beatriz, pero su existencia fue breve y resultó destruida durante la rebelión. Ella volvió a Lima y vivió dos años más, no sin antes redactar su testamento enteramente a beneficio de su hija, Ana María de Loyola Coya, quien llegaría a ser la primera marquesa de Santiago de Oropesa.